# Галоч
Га́лоч (угор. Gálocs)— село в Ужгородському районі Закарпатської області.

## Герб
Щит розтято і перетято. Перша частина семиразово перетята червоним і срібним. У другій частині в лазуровому полі срібне виноградне гроно з золотим листям, що супроводжується знизу срібною хвилеподібною балкою. У третій частині в лазуровому полі срібний жолудь з таким же листям. У четвертій частині в червоному полі золотий сніп.

## Історія села
В письмових джерелах Галоч зустрічається під назвами: «Galich», «Galuch», «Galoch». В письмовому джерелі, датованому 1273 роком, згадується про те, що в селі жили королівські сокільники. Назва села, на думку деяких дослідників, походить від шляхтича Ґала, який в XIII ст. нібито заснував село. Очевидно, його назву слід пов'язувати з давньослов'янським словом, яке означало болото, мочаристу місцевість — гало, гала. В околиці села виявлено давнє слов'янське поселення VI ст. н. е.
У першій половині XIV ст. село Ґалоч належало сину Августа — Шімону. В XVI ст. частиною села володіли Другети та Дачови.
В 1427 році село було оподатковано від 15 порт. У другій половині XV—XVI ст. набагато зменшилася кількість залежних господарств. Так, у 1567 році податки збиралися лише від 3,5 порт. Дані 1715 року фіксують усього 8 залежних домогосподарств.
Джерела XVIII ст. вважають Галоч мадярським селом.
Реформатська церква була побудована в 1699 році і перебудована в 1777 році з використанням старого матеріалу. Сьогоднішня церква була побудована в 1910 році на місці старої дерев'яної церкви. Церква, побудована з білого каменю привезеного з Бодрогкерестура, і є унікальною в сільській місцевості.
Ендре Гече служив тут у п'ятдесятих роках минулого століття. У зв'язку з подіями 1956 року в Угорщині радянська влада заарештовала його і засудила до розстрілу у в'язниці в Угорщині.
Церква Покрови пр. богородиці. 1928. 
Церква Покрови пр. богородиці. 1928.
У 1751 р. в селі стояла дерев’яна церква Покрови пр. богородиці, без помосту, з двома дзвонами. Теперішня церква – типова мурована споруда добрих пропорцій. У 1944 р. в Ґалочі було 94 римо-католики, 184 греко-католики, 213 реформатів. Того ж року в жовтні реквізували на військові потреби один з двох дзвонів. Після війни радянська влада церкву закрила, а всі церковні атрибути, що були в церкві, спалили. Вцілів лише вівтар з вівтарним образом, який взяв у Великі Лази православний священик. Офіційно знята з реєстрації діючих церков 21 грудня 1983 р.
У 1989 р. церкву було відкрито для богослужінь. Оскільки греко-католицька конфесія ще не була дозволена, церкву зареєстрували як римо-католицьку.
У 1990 р. зроблено перший ремонт. З Великих Лазів повернули вівтарний образ. Під час великих відновлювальних робіт у 1996 р. повністю замінили зовнішню і внутрішню штукатурку стін, до вежі з північного боку прибудовано приміщення, симетричне до приміщення з південного боку. Малярські роботи в інтер’єрі виконав Віктор Суханік. Новий вівтар, престіл, бічні вівтарі зробив Ференц Ґуті. Увесь цей час церквою опікується куратор Лайош Ковтюк – син репресованого в 1950-х роках священика Ференца Ковтюка.

## Політика

### Парламентські вибори, 2019
На позачергових парламентських виборах 2019 року у селі функціонувала окрема виборча дільниця № 210610, розташована у приміщенні сільської ради.
Результати
- зареєстровано 389 виборців, явка 55,01%, найбільше голосів віддано за «Слугу народу» — 64,22%, за «Опозиційний блок» — 10,29%, за Всеукраїнське об'єднання «Батьківщина» — 6,37%.[2] В одномандатному окрузі найбільше голосів отримав Йосип Борто (самовисування) — 77,73%, за Андрія Андріїва (самовисування) — 5,69%, за Роберта Горвата (самовисування) — 5,21%[3].

## Туристичні місця
- давнє слов'янське поселення VI ст. н. е
- Реформатська церква була побудована в 1699 році і перебудована в 1777 році з використанням старого матеріалу. Сьогоднішня церква була побудована в 1910 році на місці старої дерев'яної церкви. Церква, побудована з білого каменю привезеного з Бодрогкерестура, і є унікальною в сільській місцевості
- храм Покрови пр. богородиці. 1928 

## Пам'ятки
- Поселення слов'ян[d] (III—IV ст.);
- Поселення (VI ст.);

## Відомі люди
- Іштван Тот — угорський історик, журналіст та дипломат. Консул Угорщини в місті Берегове (2010—2014).